# 皮特勒斯·通
皮特勒斯·通（英語：Petrus Tun，1936年3月19日—1999年3月23日），密克羅尼西亞聯邦第一任副總統，于1979年至1983年間在任。

## 生平
皮特勒斯早年在美國管理的太平洋群島託管地政府工作，他最早是從家鄉雅浦的地方代表做起，之後升任參議員，成為密克羅尼西亞託管議會（1964年成立，1979年因密聯邦獨立而直接成為該國國會）的成員，皮特勒斯為密聯邦獨立付出過非常之多的貢獻，他曾經是開國總統中山利雄第一任期的副總統，卸任之後又在1987年到1995年擔任家鄉雅浦州的州長，卸任後過了4年的退休生活。

## 家庭
他與Carmen Mutnguy Tun於1964年結婚，Carmen生於1939年4月14日，職業是一位教師，以及雅浦婦女協會（Yap Women's Association）的創會主席，其後又擔任當地的過郵政工作，到2000年退休，並於2016年12月8日以77歲高齡去世，兩人育有七名子女，名字分别为Petra Giltiningin-Fattinan, Jonathan Machieng, Daniel Ruegrong, Thomas Gilwuyoch, Tresa Tidad, Joseph Choorang, and David Tun，皮特勒斯家族信奉基督教，Carmen早在1960年代已經把聖經翻譯為雅浦語方便傳教。

## 去世
1999年3月23日，剛過了63歲生日不久的皮特勒斯去世，他是密聯邦開國元勛中最早去世者，時任總統雅各布·尼納為他舉行了國葬，隨後埋葬在故鄉Gagil。
1. ↑   (PDF). The National Union. January 1995  [2011-02-13]. （原始内容 (PDF)存档于2009-03-26）.
2. ↑   http://www.pacificdigitallibrary.org/cgi-bin/pdl?e=d-000off-pdl--00-2--0--010---4-------0-1l--10en-50---20-text---00-3-1-00bySR-0-0-000utfZz-8-00&a=d&cl=CL2.15&d=HASH015f8ec63d88f9832e0a2b72.28 biography